# Hans Schweiner

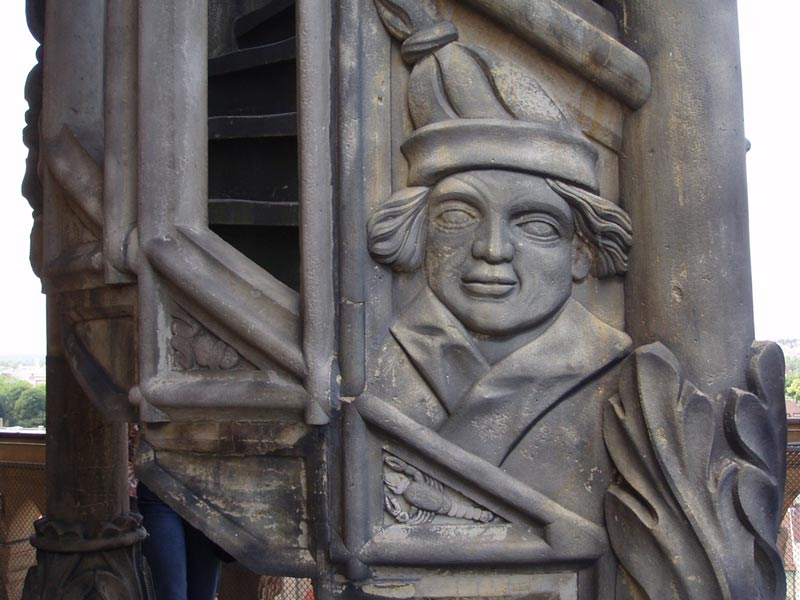
Vermutliches Selbstbildnis Hans Schweiners am Fuß der Außen-Wendeltreppe der Kilianskirche Heilbronn

Hans Schweiner (geboren 1473 in Weinsberg; gestorben 1534 in Heilbronn; auch Hans Schweyner; Hans von Weinsberg, Hans Steinmetz oder latinisiert Janus Porcius) war Steinmetz, Baumeister, Bildhauer und Architekt.

## Leben und Wirken
Über Schweiners Lehr- und Gesellenjahre ist nichts bekannt. Seine Lebensdaten wurden aus Archivalien, wie zum Beispiel aus Zeugenaussagen von 1533 zu den Ereignissen des Bauernkrieges, rekonstruiert.
Schweiners Familie ist seit 1443/44 urkundlich in Weinsberg nachweisbar. Seit 1494 war er als Steinmetz in der Bauhütte der Heilbronner Kilianskirche beschäftigt. Am 14. August 1496 heiratete er die Heilbronnerin Apollonia Maurer und erhielt dadurch das Heilbronner Bürgerrecht. Aus der Ehe gingen mindestens vier Kinder hervor: die drei Töchter Barbara, Benigna und Achilla und der Sohn Hans, der ebenfalls Steinmetz wurde.

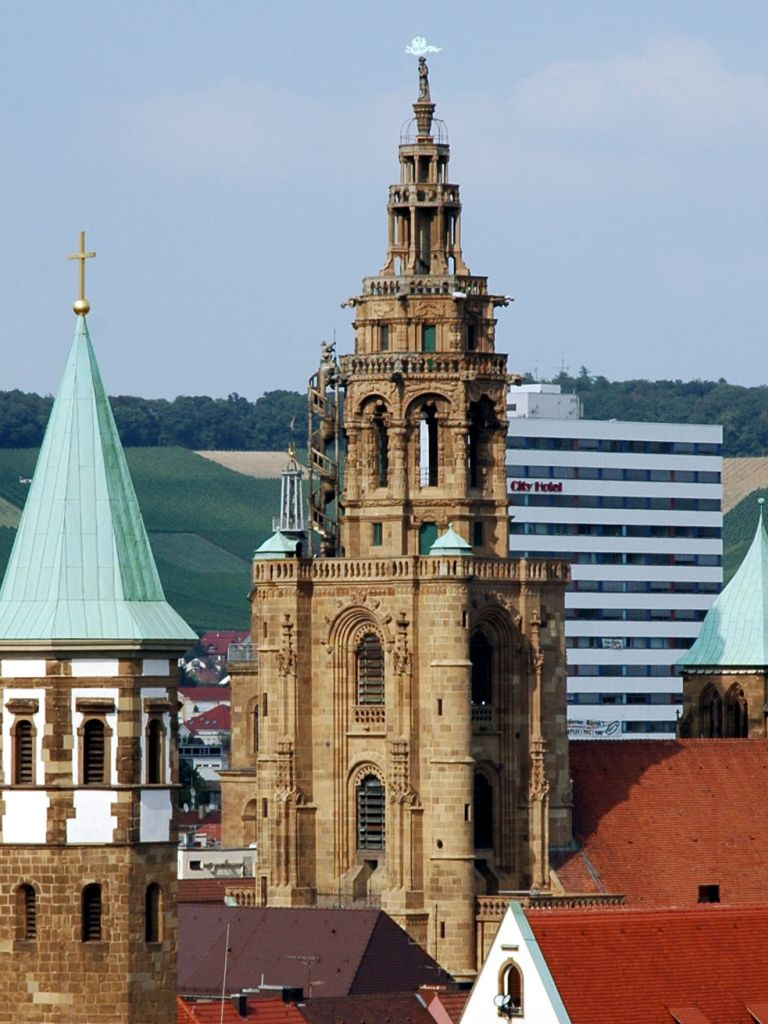
Der Kiliansturm in Heilbronn gilt als Glanzstück Schweiners

1507 erhielt Schweiner trotz bedeutender Mitbewerber den Auftrag, den Westturm der Kilianskirche zu errichten, dessen Bauentwurf ebenfalls von ihm stammt. Der Turm der Kilianskirche gilt als Schweiners wichtigstes Werk und als ein frühes bedeutendes Werk der Renaissance nördlich der Alpen. Nach Fundierungsarbeiten wurde der eigentliche Turmbau 1513 in Angriff genommen und im Jahre 1529 abgeschlossen. Schweiner war schon früh Anhänger der lutherischen Lehre, was sich auch in seinem Werk niederschlägt, beispielsweise in den Verzierungen am Kiliansturm, die Kleriker, Mönche und Nonnen verspotten.
Aus Urkunden lassen sich weitere dreißig Arbeiten Schweiners oder aber zumindest seine Beteiligung belegen. So baute er in Heilbronn neben anderen Profanbauten das Haus des Stadtschreibers, fertigte Bildstöcke in Heilbronn und Gundelsheim und war auch für das Heilbronner Karmeliterkloster tätig. Urkundlich belegt sind Aufträge des Deutschen Ritterordens. Im Jahre 1508 war Schweiner auch in Wimpfen tätig, wo er ein Gutachten für den Bau der evangelischen Stadtkirche in Wimpfen am Berg fertigte. 1513 ist eine Reise Schweiners nach Frankfurt am Main, Mainz „und anderswo“ belegt, auf der er für die Stadt Heilbronn einen Kran kaufen sollte. 1515 nahm er an einem Hüttenkongress in Straßburg teil. Schweiner wurde weiterhin als Turmspezialist für Gutachten am Heilig-Kreuz-Münster in Schwäbisch Gmünd 1517 und für den Hauptturm der St. Michaeliskirche in Schwäbisch Hall 1533 hinzugezogen. Ende 1531 erstellte er für den Heilbronner Rat die erste Feuerlöschordnung der Stadt Heilbronn.
Als Bauleiter der Bauhütte St. Kilian in Heilbronn erhielt Hans Schweiner ein Grundgehalt von lediglich 6 Gulden pro Jahr. Weitere Arbeiten an anderen Bauwerken wurden gesondert abgerechnet. In einem guten Jahr, wie zum Beispiel 1514, verdiente er insgesamt 77 Gulden. Er genoss hohes Ansehen und wurde 1517 unter den Hauptleuten für die Zimmerleute und Maurer genannt. Ab 1531 war Schweiner auch Mitglied des Heilbronner Rats. Schweiner war zeitlebens nicht reich, hatte zwar zwischenzeitlich durchaus etwas Geld, stand an seinem Lebensende aber finanziell schlecht da. Nach seinem Tod schlug seine Witwe das Erbe aus, da er nur Schulden hinterlassen hatte.
Das „Männle“ auf der Spitze des Kiliansturmes steht auf einem Sockel, dessen Inschrift – die sogenannte große Vollendungsinschrift – auch Hans Schweiner erwähnt:
 HOC OPUS AUSPICIIS SUB CAESARE MAXIMILIANO
COEPTUM SECUNDIS ELEGANS AB OMNI
ARTE QUOD INGENII DEXETERA PIUS ARTIFEX SAGACIS
JANUS FIDELI PORCIUS SUB ANNUM
IMPERII DECIMUM TIBI CAROLE REDDIT ABSOLUTUM
TUI SUB ISTO UT COEPTUM ITA ET PERACTUM EST
Übersetzt bedeutet der Text, dass der Turm unter Kaiser Maximilian durch Hans Schweiner begonnen und unter Kaiser Karl V. im zehnten Jahr seiner Herrschaft fertiggestellt worden ist.
Am Fuße der Außen-Wendeltreppe des Westturmes, welche auf der Viereckplattform beginnt, befindet sich das Porträt eines Werkmeisters, bei dem es sich wahrscheinlich um ein Selbstbildnis Hans Schweiners handelt. In der Bewertung seiner baukünstlerischen Leistung wird Schweiner in gewisser Weise mit Hans Seyfer verglichen: Was dieser als Schnitzer und Bildhauer auf dem Gebiet der Skulptur für Heilbronn bedeutete, das war Hans Schweiner im baukünstlerischen Bereich.